# Tiefanlenkung

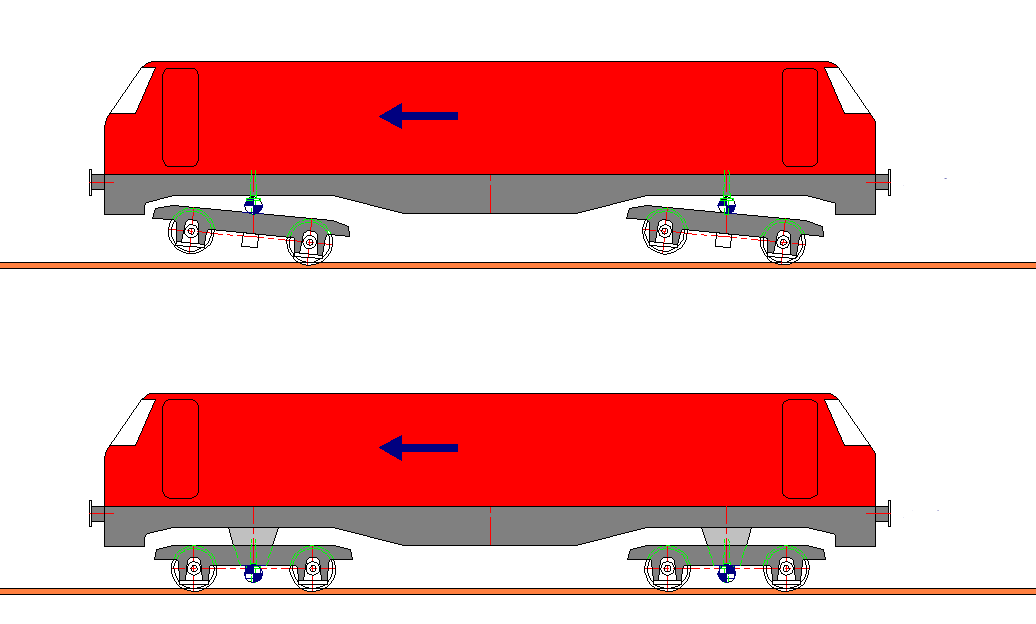
Unterschied zwischen hoch und tief liegendem Drehzapfen

Die Tiefanlenkung oder Tiefzuganlenkung dient bei Drehgestellen von Schienenfahrzeugen dazu, ungleichen Radsatz-Belastungen entgegenzuwirken. Die  Übertragung der Antriebskräfte  (Loks und Triebfahrzeuge) und der Bremskräfte (allgemein bei Schienenfahrzeugen) zwischen dem Fahrzeugkasten und dem Drehgestell erfolgt möglichst tief, im Idealfall in Höhe der Schienenoberkante), um das Drehmoment für das Kippen eines Drehgestells um eine Querachse klein zu halten oder auszuschließen.

## Funktion

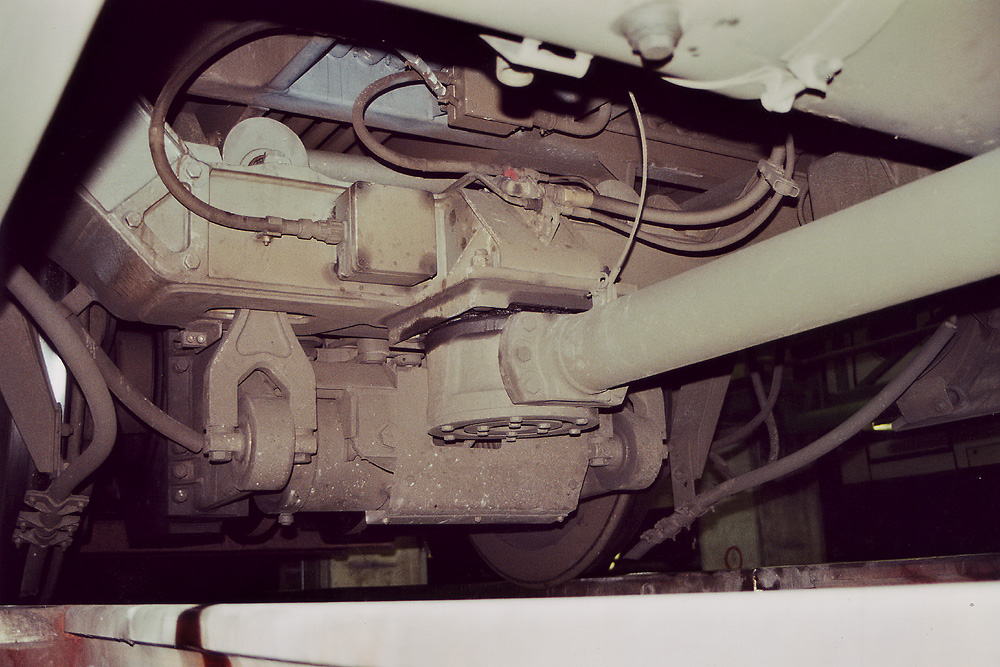
Anlenkung des Drehgestellrahmens mit einer Zug-/Druckstange (von rechts kommend) bei einem ICE-1-Triebkopf

Zur Übertragung der Zug-, Brems- und Führungskräfte vom Drehgestell zum Brückenrahmen werden bei Lokomotiven häufig am Lokrahmen befestigte Drehzapfen mit entsprechender Lagerung eingesetzt. Da die Gegenkraft zwangsläufig tangential am Radreifen auf Höhe der Schienenoberkante auftritt, ergibt sich bei hochliegendem Drehzapfen ein großer Hebelarm, wodurch vor allem beim Anfahren ein starkes Moment auftritt, welches die vorderen Radsätze entlastet. Hierdurch kann bei hohen Lasten die Zugkraft nicht mehr ausreichend auf die Schiene übertragen werden.
Tiefzugzuganlenkungen sind ein Bestandteil moderner Drehgestelllokomotiven. Ohne diese Einrichtungen könnten die heute üblichen hohen Leistungen nicht auf die Schienen gebracht werden. Diese Vorrichtungen verhalfen letztlich den Drehgestelllokomotiven zum Durchbruch gegenüber den Rahmenlokomotiven.

## Verwendung von Drehtürmen
Um diese Entlastung der beiden vorauslaufenden Achsen der Drehgestelle beim Anfahren zu verringern, werden bei der Tiefanlenkung die Drehzapfenlager möglichst tief (20–50 cm über Schienenoberkante) im Drehgestell angeordnet, wie etwa beim Taurus. Dieser Drehzapfen wird dabei aufgrund seiner Größe Drehturm genannt.

## Verwendung von Zug-/Druckstangen oder Tiefzugstangen

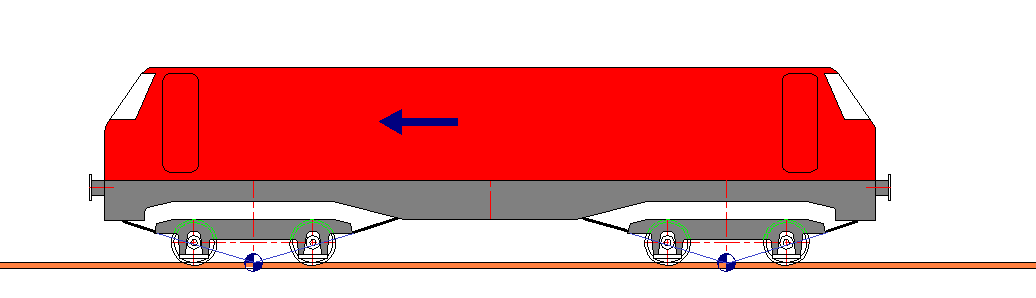
Die Verlängerungen der Tiefzugstangen schneiden sich im Idealfall in der Drehgestellmitte mit der Schienenoberkante.

Eine weitere Möglichkeit ist die Übertragung der Zugkraft vom Drehgestellrahmen auf den Lokkasten mithilfe von Zug-/Druckstangen, wie es etwa bei der Baureihe 101 realisiert ist. Hierbei erfolgt die Kraftübertragung nicht über den Drehzapfen, sondern über eine möglichst tief an den Drehgestellrahmen angebrachte Stange, die mit dem Lokkasten verbunden ist. Bei den Re 4/4 II und Re 6/6 werden Tiefzugstangen verwendet. Der Verzicht auf die Übertragung von Druckkräften erlaubt eine leichtere Bauweise.
Bei diesen Maschinen sind die schräg angeordneten Tiefzugstangen so eingebaut, dass ihr Schnittpunkt mit der Drehgestellmitte ungefähr auf der Schienenoberkante liegt. Auf Drehzapfen wird verzichtet, der Lokomotivkasten ist nur über die elastischen Federn auf den Drehgestellen abgestützt.
Die Tiefzugstangen finden auch bei Meterspurlokomotiven wie etwa bei der Ge 4/4 II der Rhätischen Bahn Anwendung. Bedingt durch den geringen Bauraum wurde die Zug-/Druckstange bei der Gmf 4/4 II der Rhätischen Bahn in abgewinkelter Form konstruiert.